# Halsa
Halsa è un ex comune norvegese della contea di Møre og Romsdal. Dal 1º gennaio 2020 è parte del neo-istituito comune di Heim, facente parte della contea di Trøndelag.